# 克拉伦斯·克拉克
克拉伦斯·克拉克（英語：Clarence Clark，1859年8月27日—1937年6月29日），美国男子网球运动员。他曾联同弗雷德里克·温斯洛·泰勒获得1881年美国网球公开赛男子双打冠军。